# Sekty i Fakty
Sekty i Fakty − kwartalnik informacyjno-profilaktyczny poruszający problematykę związaną z istnieniem sekt i nowych ruchów religijnych, ukazujący się w latach 1998−2010.
Na łamach czasopisma pojawiały się artykuły dla nauczycieli, katechetów, psychologów oraz dla osób bezpośrednio dotkniętych problemem sekt.

## Historia
Pismo nawiązywało tematyką do ukazującego się w latach 1991−1997 katolickiego periodyku „Effatha”. W 1998 założono w Rudzie Śląskiej oficynę wydawniczą „Razem”, staraniem której na przełomie grudnia 1998 i stycznia 1999 ukazał się pierwszy numer kwartalnika „Sekty i Fakty”. W 2000 nowym wydawcą czasopisma został Dom Wydawniczy „Rafael” w Krakowie. W 2007 publikacją kwartalnika zajęło się wydawnictwo „Maternus Media” z Tychów. Czasopismo trafiło wówczas do ogólnopolskiej sieci sprzedaży Empik.
Twórcy kwartalnika od 1999 prowadzili współpracę z niemieckim ewangelicko-ekumenicznym pismem „Berliner Dialog” oraz słowackim ekumenicznym kwartalnikiem „Rozmer”. W tym samym roku asystentem kościelnym kwartalnika „Sekty i Fakty” ze strony Kościoła rzymskokatolickiego (archidiecezja katowicka) został ks. prof. dr hab. Jan Górecki.
Wydawcy kwartalnika organizowali międzynarodowe sympozja w Rudzie Śląskiej:
- 3 marca 2001, Satanizm w Polsce i Europie (prof. Cecilia Gatto Trocchi z Rzymu, Ingolf Christiansen z Getyngi, dr Boris Rakovský z Bratysławy)[4]
- 14 czerwca 2002, Terroryzm w sektach (Henri-Pierre Debord z Paryża, dr Boris Rakovský z Bratysławy, Tomasz Franc OP z Krakowa, nadkomisarz Jarosław Kuczyński z Komendy Wojewódzkiej Policji w Gdańsku, Jarosław Pieniek z Chorzowa, ks. Grzegorz Daroszewski z Gdańska)[5]
- 19 czerwca 2004, Wspólne ekumeniczne świadectwo chrześcijan wobec ekspansji sekt (Thomas Gandow z Niemiec, Boris Rakovský ze Słowacji, Aleksander Dvorkin z Rosji, Andrea Hudáková z Czech, Aleksander Nowopashin z Rosji, Giuseppe Ferrari z Włoch, Grzegorz Fels)

Od 2009 ukazywały się dwa podwójne numery pisma każdego roku.